# Soullans
Soullans – miejscowość i gmina we Francji, w regionie Kraj Loary, w departamencie Wandea.
Według danych na rok 1990 gminę zamieszkiwało 3 045 osób, a gęstość zaludnienia wynosiła 74 osoby/km² (wśród 1504 gmin Kraju Loary Soullans plasuje się na 161. miejscu pod względem liczby ludności, natomiast pod względem powierzchni na miejscu 128.).